# Castillo Nagashino

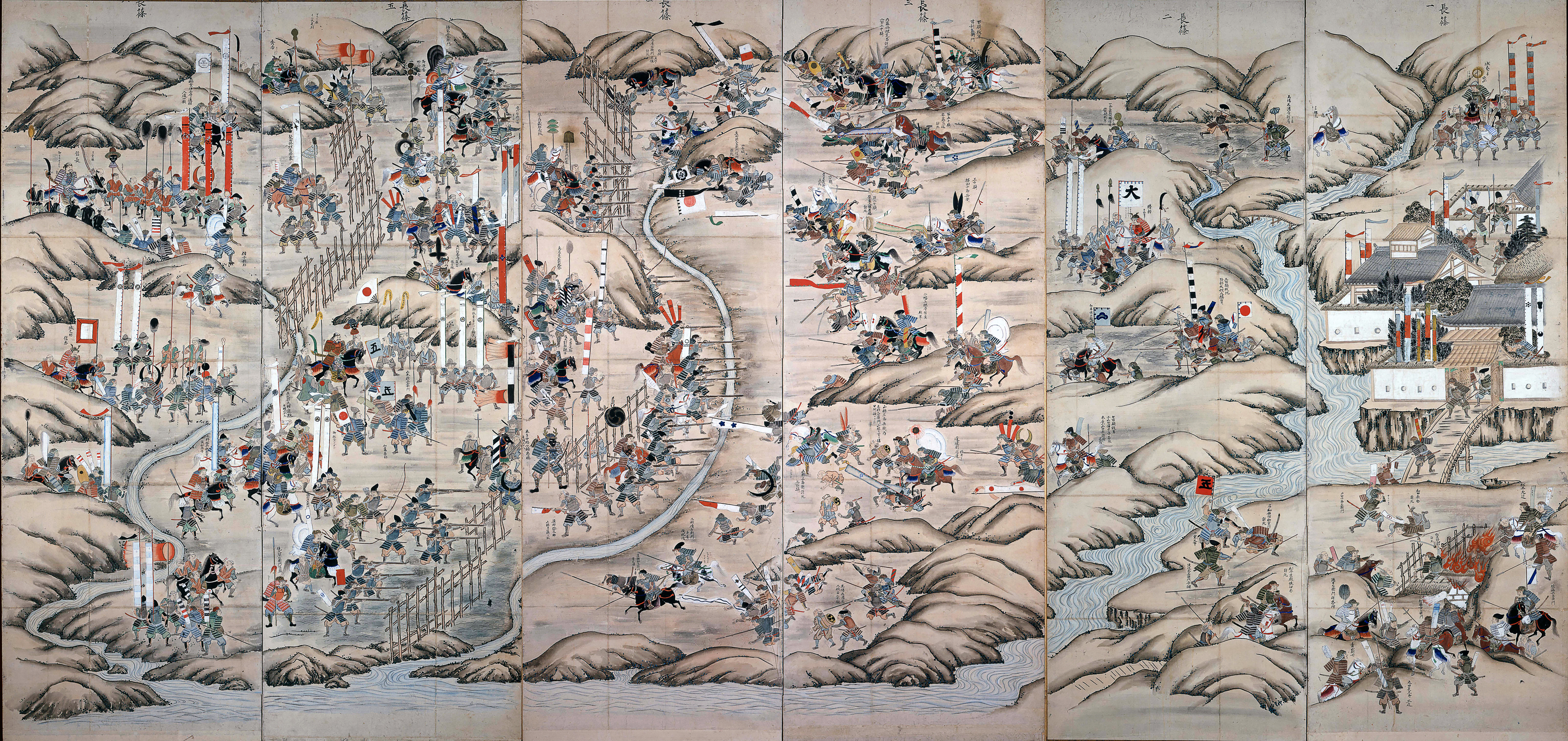
Representación de la Batalla de Nagashino donde se puede ver parte del castillo.

El Castillo Nagashino (長篠城 Nagashino-jō?) era un castillo japonés localizado en Nagashino, en la provincia de Mikawa, Japón. Este castillo fue el escenario de la Batalla de Nagashino de 1575, protagonizada entre las tropas del clan Takeda y las fuerzas combinadas de Oda Nobunaga (página bloqueada)

## Historia
El castillo Nagashino fue construido originalmente por el clan Suganuma en el año de 1508 y en el año de 1573 Tokugawa Ieyasu asumió su control, dejándolo a cargo de uno de sus vasallos llamado Okudaira Sadamasa.
Durante el año de 1575 Takeda Katsuyori, hijo del legendario Takeda Shingen,  asedió el castillo con las tropas del clan Takeda ya que amenazaba sus líneas de abasto. Tanto Oda Nobunaga como Tokugawa Ieyasu enviaron tropas para terminar con el asedio en lo que se conoció como la Batalla de Nagashino, conflicto que es una clara referencia del cambio en las tácticas de guerra, apoyándose en el uso de armas de fuego en la historia de Japón. 
Katsuyori perdió la batalla pero el castillo quedó gravemente dañado, por lo que fue abandonado un año después.
Durante el año de 1929, el lugar fue nombrado como Sitio Histórico Nacional aunque al día de hoy sólo quedan unas pocas ruinas de la edificación original.